# Центр Симона Визенталя
Центр Симона Визенталя (англ. Simon Wiesenthal Center) — неправительственная организация, деятельность которой направлена на защиту прав человека, борьбу с терроризмом, антисемитизмом и изучение Холокоста. Центр был основан в Лос-Анджелесе (США) в 1977 году. Создателем Центра и его нынешним руководителем является раввин Марвин Хиер.
Центр получил имя Симона Визенталя, знаменитого общественного деятеля, основателя Центра еврейской документации в Австрии и «охотника за нацистами». Сам Визенталь не принимал участия ни в основании Центра, ни в его работе. Тем не менее, Визенталь говорил: «За свою жизнь я получал много наград. Когда я умру, эти награды умрут со мной. Но Центр Симона Визенталя будет жить как моё наследие».

## Представительства
Отделения Центра Симона Визенталя работают в Нью-Йорке, Майами, Торонто, Иерусалиме, Париже и Буэнос-Айресе. Центр аккредитован в качестве неправительственной организации при международных организациях, в том числе ООН, ЮНЕСКО, ОБСЕ, Организации американских государств (ОАГ), Латиноамериканском парламенте и Совете Европы.

## Руководство
Центр возглавляет президент Марвин Хиер. Председатель Попечительского совета Ларри Мицель.

## Образовательная и общественная деятельность

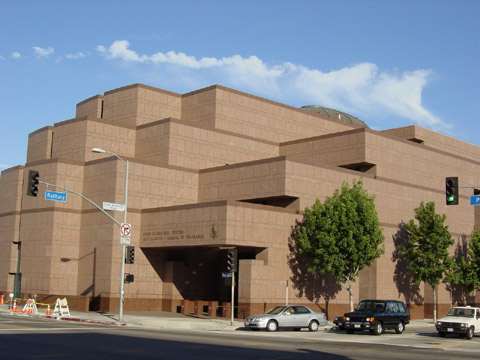
Здание Музея толерантности в Лос-Анджелесе

Основные образовательные проекты Центра — это музеи толерантности в Лос-Анджелесе, Иерусалиме и Нью-Йорке, Мориа Фильмс и Отдел университетских связей.
В 1993 году Центр Симона Визенталя открыл Музей толерантности, посвящённый проявлениям предубеждения и нетерпимости. Большую часть музея занимает мультимедийная экспозиция, рассказывающая о Холокосте.
Центр и его руководитель Марвин Хиер производят документальные фильмы на различные темы, связанные с историей евреев. Отдел Мориа Фильмс создал 11 документальных фильмов. Два документальных фильма — «Genocide» (1981) и «The Long Way Home» (1997), в которых Хиер выступил сопродюсером, получили премию «Оскар».
Эфраим Зурофф, директор офиса Центра Симона Визенталя в Иерусалиме, является координатором исследований нацистских военных преступлений и автором ежегодного (с 2001 г.) отчёта о расследованиях и судебных преследованиях нацистских военных преступников который включает в себя список «наиболее разыскиваемых» нацистских военных преступников.

## Конфликты
Строительство Музея толерантности в Иерусалиме вызвало протесты некоторых арабских лидеров, которые утверждали, что музей строится на территории древнего арабского кладбища Мамила. Верховный суд Израиля отверг эти претензии, указав, что данная территория не была частью кладбища более 50 лет и за это время активного общественного использования территории никаких протестов не было и никто эту территорию как кладбище не рассматривал.